# James E. McCaffrey
James E. McCaffrey (* vor 1864; † nach 1883) war ein US-amerikanischer Jurist, Politiker und Zeitungsmann. Sein Name wurde auch McCaffry oder McCaffery geschrieben.

## Werdegang
Über James E. McCaffrey ist nicht viel bekannt. Er stammte ursprünglich aus Kalifornien. Irgendwann zog er in das Arizona-Territorium, wo er sich in Tucson (Pima County) niederließ. Es ist nicht bekannt, wo er Jura studierte und wann er seine Zulassung als Anwalt erhielt. Seine erste juristische Erwähnung findet im Zusammenhang des ersten Kriminalfalls unter amerikanischer Hoheit statt. Dabei handelte es sich um einen Mordfall, in welchen eine Frau namens Dolores Moore verwickelt war. McCaffrey fungierte als der erste vom Gericht bestellte Anwalt im Arizona-Territorium, der ihre Verteidigung übernahm. Die Gerichtsverhandlung begann am 17. Dezember 1864. McCaffrey engagierte sich auch politisch. Er war 1865, 1868 und 1871 als Chief Clerk, und 1866 als Clerk im Repräsentantenhaus des Arizona-Territoriums tätig. Neben seinen juristischen und politischen Ambitionen während dieser Zeit schrieb er auch für die San Diegon Union. In diesem Zusammenhang verfasste er am 31. März 1869 folgenden Artikel einen Angriff auf den dänischen Siedler Eli Johnson durch ansässige Indianer betreffend:

„Johnson was jumped by Indians about two miles this side of Pacheco [Picacho Peak], at one o’clock yesterday evening. There were from 50 to 60 red skins and he got among them before they fired. They were in a kind of horse-shoe. Johnson became immediately satisfied that he could not get through, so he turned to the left and drove back. They fired upon him and he received a bullet in the right shoulder, and one in the fourth finger of the left hand; he was also struck in the mouth with a rock. They clustered around him pretty thickly; and as they could see that one of the mules had been lamed, they kept on after him and followed him eight miles, where he met some teams; Johnson, finding that he was becoming too weak and stiff to drive further, procured a Mexican to drive the team to the Point of Mountains Station. When he reached there he found no one at the place; and he could not get in to change the team, he drove the same team to this place. Johnson says the Indians fired about 150 shots from guns and pistols and the arrows made it quite shady for him.“

McCaffrey wurde im Januar 1871 zum Attorney General des Arizona Territoriums gewählt. In der Folgezeit wurde er mehrere Male wiedergewählt. Er bekleidete den Posten von 1871 bis 1883. Während dieser Zeit wurde er im April 1872 durch Generalmajor Oliver Otis Howard, dem Special Commander of Indian Affairs unter US-Präsidenten Ulysses S. Grant, aufgesucht. McCaffrey sollte ihm dabei helfen vermisste Kindern ausfindig zu machen und sie zurückzubringen, welche durch ansässige Indianer verschleppt wurden. Zur gleichen Zeit übergab ihm der Gouverneur des Arizona-Territoriums Anson Safford eine Liste von vermissten Kindern. McCaffrey war 1875 auch als District Attorney tätig.